# 12Riven: The climinal of integral
12Riven ―the Ψcliminal of integral― è una visual novel giapponese sviluppata da KID, CyberFront e SDR Project. Pubblicata da CyberFront, la visual novel è stata pubblicata il 13 marzo 2008 per PlayStation 2 e il 16 aprile 2009 per PlayStation Portable. Il gioco è stato pubblicato in edizione regolare e in edizione speciale con inclusa la colonna sonora del gioco. KID è conosciuto per la produzione delle serie di giochi Memories Off e Infinity, la quale include tra i vari titoli Never7 -the end of infinity-, Ever17 -the out of infinity- and Remember11 -the age of infinity-. Quando KID dichiarò bancarotta nel novembre 2006, la produzione del gioco è rimasta interrotta fino al momento in cui CyberFront ha ripreso in mano il progetto e proseguito la produzione. Il gioco era conosciuto come il successore della serie Infinity e il primo di una nuova serie denominata Integral. Tuttavia, le scarse vendite e la chiusura di KID hanno portato alla fine del progetto.
Il gioco, oltre alle versioni per PS2 e PSP, conta anche due edizioni per PC pubblicate il 4 aprile 2008. La prima versione ha visto la vendita del gioco come singolo prodotto, mentre la seconda versione ha visto la distribuzione del gioco come parte della raccolta Infinity Plus (che include le versioni per PC di Never7, Ever17, Remember11 e 12Riven). È prevista prossimamente la pubblicazione di un porting per Android e iOS.

## Personaggi

### Protagonisti
Renmaru Miyabidō (雅堂 錬丸?, Miyabidō Renmaru)
Narumi Mishima (三嶋 鳴海?, Mishima Narumi)

### Altri
Myū Takae (高江 ミュウ?, Takae Myū)
Doppiata da Ai Nonaka
Mei Kiridera (霧寺 メイ?, Kiridera Mei)
Doppiata da Masaya Matsukaze
Maina (マイナ?)
Doppiata da Rina Satō
Ōtemachi (大手町?)
Doppiato da Junichi Suwabe
Chisato Inose (伊野瀬 チサト?, Inose Chisato)
Doppiata da Ai Shimizu
Omega Inose (伊野瀬 オメガ?, Inose Omega)
Doppiata da Naozumi Takahashi

## Sviluppo e pubblicazione
La pubblicazione di 12Riven e Memories Off 5: Encore, un altro videogioco che era in fase di sviluppo da parte di KID, era originariamente a rischio di essere cancellata nel momento in cui KID dichiarò bancarotta nel 2006. La produzione di entrambi i giochi fu ripresa nel 2007 da CyberFront, quando acquistò le proprietà intellettuali di KID.
La pubblicazione di 12Riven era originariamente prevista per il 6 dicembre 2007 ma fu posticipata al 14 febbraio 2008. Tuttavia la pubblicazione fu nuovamente posticipata e il giocò uscì ufficialmente il 13 marzo 2008. Entrambe le edizioni per PC, sia quella come singolo gioco che come parte della raccolta Infinity Plus, furono pubblicate il 4 aprile 2008.

## Musiche
La colonna sonora di 12Riven è stata composta da Takeshi Abo. Sia la sigla di apertura della versione per PS2, Third Bridge, che quella di chiusura, Process (プロセス?, Purosesu), sono interpretate da Kaori. Entrambi i brani sono venduti insieme in un singolo pubblicato il 23 aprile 2008 e tale cd ha debuttato nella classifica di Oricon al 144º posto. Chomaru Shikura ha composto e scritto il testo di entrambi i brani e Kōji Ueno ha curato i loro arrangiamenti. Per la versione pubblicata per PSP, sono state utilizzati una nuova sigla di apertura e una nuova sigla di chiusura, entrambe interpretate da Yui Sakakibara. La sigla di apertura è Toki no nai sekai (時のない世界?), mentre quella di chiusura è intitolata Distance.

## Accoglienza
Nella sua prima settimana di vendite, 12Riven ha guadagnato una rispettabile quantità di unità vendute, posizionandosi al tredicesimo posto nella classifica di vendita di videogiochi in Giappone durante quella settimana e il terzo posto tra i videogiochi per PlayStation 2. Tuttavia, il gioco ha fallito nelle vendite durante le settimane successive, non raggiungendo il successo dei predecessori. A causa di tali risultati, ogni progetto relativo alla serie di videogiochi Integral è stato cancellato.